# Larry Mullen Junior
Pour les articles homonymes, voir Mullen.
Lawrence Mullen dit Larry Mullen Jr. (/ˈmʌlən/), est un auteur-compositeur, musicien et acteur irlandais, né le 31 octobre 1961 à Dublin.
Il est le batteur, percussionniste et cofondateur du groupe irlandais U2, depuis 1976. Membre du groupe depuis sa création, il a enregistré 15 albums studio avec U2. Le style de batterie distinctif, presque militaire de Mullen, s'est développé à partir de son jeu de rythmes martiaux dans les fanfares de son enfance.
Parmi ses contributions les plus notables au catalogue du groupe figurent Sunday Bloody Sunday, Pride (In the Name of Love), Where the Streets Have No Name, Mysterious Ways et City of Blinding Lights.
En 1976, Larry Mullen cofonde U2 après avoir posté un message sur le tableau d'affichage de la Mount Temple Comprehensive School à la recherche de musiciens. Parallèlement au groupe, il a également travaillé sur de nombreux projets au cours de sa carrière. En 1990, il a produit la chanson Put 'Em Under Pressure pour soutenir l'équipe d'Irlande de football pour la coupe du monde de football 1990. En 1996, il travaille avec Adam Clayton, le bassiste de U2, sur un réenregistrement du Theme from Mission Impossible. Il a également collaboré avec des musiciens tels que Maria McKee, Nanci Griffith, Daniel Lanois, Emmylou Harris, Robbie Robertson, Paul Brady et B.B. King. Enfin, Larry Mullen a joué sporadiquement dans des films, notamment dans Man on the Train, sorti en 2011, et L'Épreuve (A Thousand Times Good Night), un film sorti en 2013 où il partage l'affiche avec Juliette Binoche.
Larry Mullen a reçu 22 Grammy Awards avec U2 et a été intronisé au Rock and Roll Hall of Fame. En 2016, le magazine Rolling Stone le classe au 96e rang des plus grands batteurs de tous les temps.

## Biographie

### Jeunesse
Lawrence Joseph Mullen Jr., le deuxième enfant et le fils unique de Lawrence Joseph Mullen Sr. et de Maureen Mullen (née Gaffney), est né le 31 octobre 1961 à Artane (en), Dublin. Son père était fonctionnaire et sa mère, femme au foyer. Il a une sœur aînée, Cecilia, et a eu une sœur plus jeune, Mary, qui est malheureusement décédée en 1973. Larry a grandi à Harmonstown, un quartier très tranquille dans la banlieue nord de Dublin, plus exactement au 60 Rosemount Avenue, où il est resté jusqu'à l'âge de 20 ans environ. À l'âge de huit ans, il fréquente l'école de musique de Chatham Row pour apprendre le piano , puis commence à jouer de la batterie en 1971 à l'âge de 9 ans, avec le légendaire Joe Bonnie, l'un des batteurs les plus talentueux d'Irlande. Bonnie eut néanmoins beaucoup de mal à enseigner les bases techniques à un Larry plutôt indiscipliné, ennuyé par la théorie, et qui préférait jouer au "feeling". Larry Mullen Jr. dit que son style de percussion ne peut être enseigné car sa technique est guidée par son esprit et son instinct. Quand il apprenait à jouer, il voulait juste "frapper physiquement la chose" donc les leçons au cours desquelles il ne pouvait pas simplement jouer n'étaient pas sa tasse de thé. Après la mort de Joe Bonnie, c'est sa fille Monica l'a remplacé, mais Larry Mullen abandonne alors les cours et commence à jouer seul.
Bien avant de fonder U2, Larry Mullen joue ses premiers concerts en rejoignant brièvement une fanfare de Dublin appelée Artane Boys Band à la suite d'une suggestion de son père. C'est avec cette fanfare d'enfance qu'il développe un style distinctif basé sur des rythmes martiaux. Larry Mullen déclarera plus tard que « ce groupe se concentrait davantage sur l'apprentissage de la lecture de partitions, alors qu'il souhaitait passer plus de temps à jouer de la batterie. » Le groupe lui demande de couper ses cheveux jusqu'aux épaules, et malgré son acquiescement et sa coupe de quelques centimètres, on lui demande de les raccourcir davantage. Larry Mullen refuse et quitte aussitôt le groupe après seulement trois semaines de présence.
En 1973, Larry Mullen utilise l'argent qu'il a économisé et, avec l'aide de son père, achète une batterie fabriquée par une entreprise de jouets japonaise, que vend alors l'amie de sa sœur Cecilia, pour à peine 17 £. Il installe le kit dans sa chambre et ses parents lui alloue certains moments pour s'entraîner. Son père le fait ensuite entrer dans le Post Office Workers Band, qui joue des mélodies orchestrales avec percussions, ainsi que des standards de fanfare. Larry Mullen passera environ deux ans dans ce groupe de travailleurs des services postaux de Dublin, partageant, sur la fin, son emploi du temps avec U2 qui se formera en 1976. Le 17 mars 1975, il joue pour le défilé de la Saint-Patrick dans O'Connell Street.
Parallèlement à son activité musicale, Larry Mullen fréquente l'école Scoil Colmcille, située dans Marlborough Street à Dublin. Il passe ensuite les examens du Chanel College (en) et de St. Paul's, deux écoles catholiques que son père voulait que son fils fréquente. En 1973, après la mort accidentelle de Mary, sa sœur cadette, son père abandonne l'idée de pousser son fils dans ces écoles et envoie Larry à la Mount Temple Comprehensive School, la première école interconfessionnelle d'Irlande.
En 1977, après avoir déjà perdu sa petite sœur Mary, Larry Mullen Jr. perd, à seulement 16 ans, sa mère à la suite d'un accident de voiture. Ce drame le rapproche de Bono qui, à l'âge de 14 ans, a également perdu sa mère, Iris Hewson, en septembre 1974, d'un anévrisme cérébral quatre jours après s'être effondrée lors de l'enterrement de son propre père.

### U2

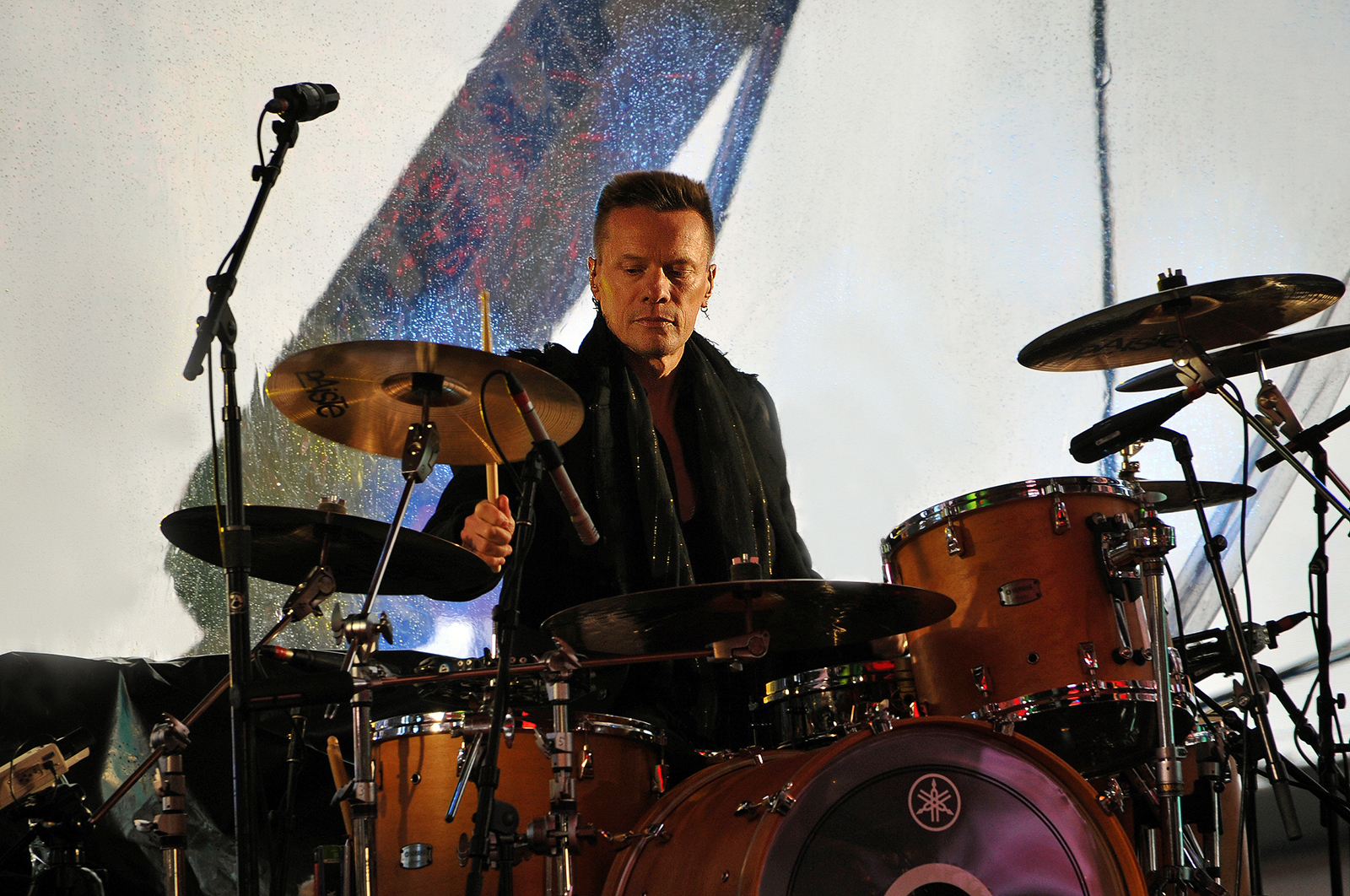
Larry Mullen avec U2 lors du concert de la Journée mondiale de lutte contre le sida le 01 12 2014 à Times Square à New York.

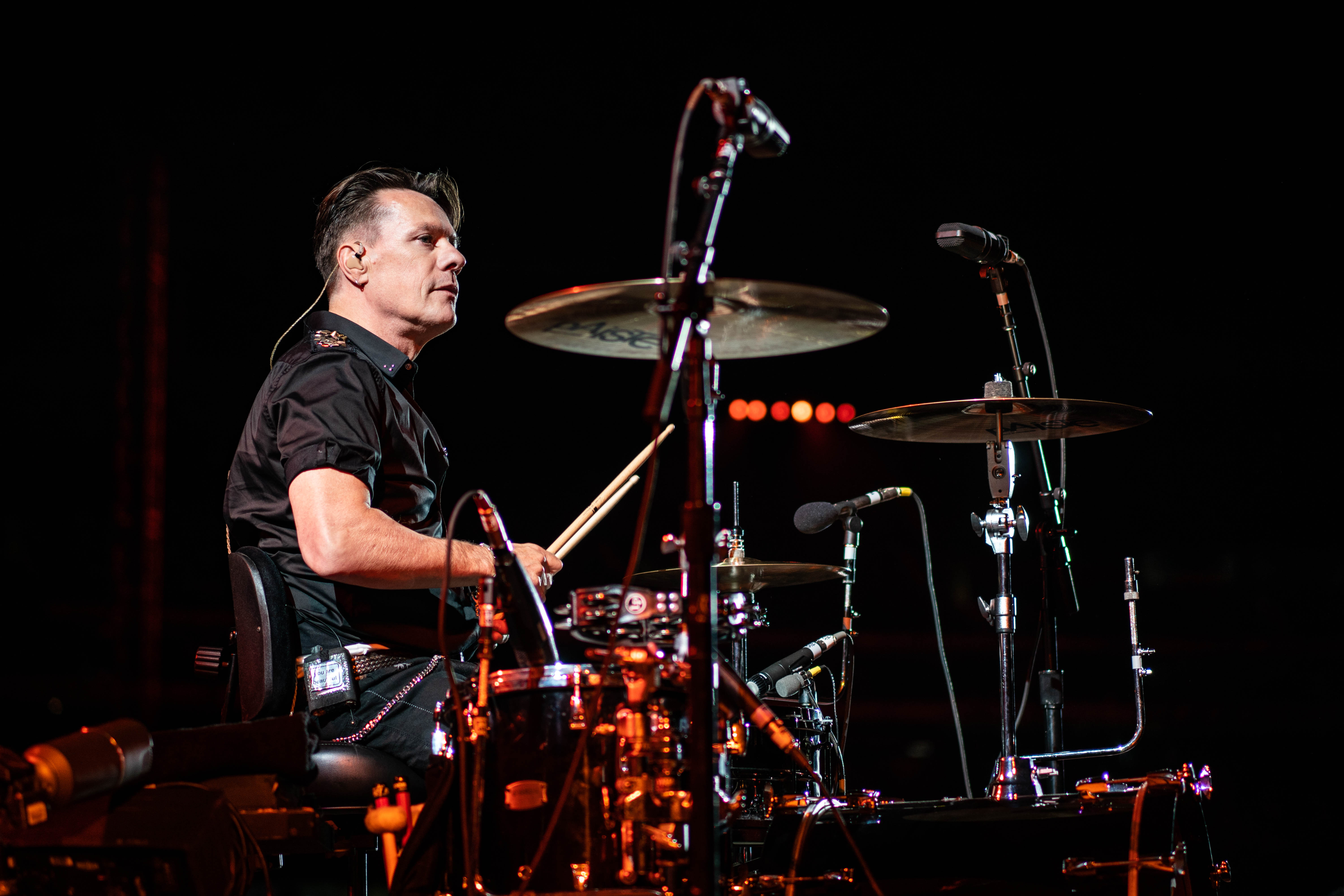
Larry Mullen pendant un concert à Melbourne lors du Joshua Tree Tour 2019.

Larry Mullen Senior, le père de Larry Junior, suggère à son fils de mettre une affiche dans son école pour trouver d'autres musiciens afin de jouer de la batterie avec eux,. Le jeune Larry placarde une annonce sur le panneau d'affichage de la Mount Temple Comprehensive School le 25 septembre 1976, dans laquelle il dit rechercher un bassiste, un guitariste, et un chanteur pour former un groupe de rock,. Cela changera véritablement sa vie. Les réponses ne furent pas très abondantes, en vérité, mais à force de démarches, Larry réussit à convaincre le turbulent Adam Clayton, puis David Evans (The Edge), et Paul Hewson, le futur Bono. Bien que tout le monde connaisse aujourd'hui le groupe sous le nom de U2, Larry affirme que son véritable nom est "The Larry Mullen Band".
Le groupe se réunit pour la première fois dans la cuisine des parents de Larry Mullen Junior à Artane,. Étaient présents autour de Larry, Paul « Bono » Hewson, David « The Edge » Evans et son frère Dik, Adam Clayton et les amis de Larry Mullen, Ivan McCormick et Peter Martin. Mullen Junior a décrit plus tard ce nouveau groupe comme « 'The Larry Mullen Band' pendant environ dix minutes, puis Bono est entré et a gâché toute chance que j'avais d'être aux commandes. » McCormick et Martin quittent rapidement le groupe, qui choisit alors le nom « Feedback » parce que c'est l'un des rares termes techniques qu'ils connaissent. Le groupe change ensuite de nom en « The Hype », puis à nouveau en « U2 », sur une suggestion de Steve Averill, pour un concours de talents en 1978 à Limerick dans l'ouest de l'Irlande, auquel ils participent et qu'ils remportent en tant que “quatuor”. Quelques jours après cette compétition, la formation du groupe à quatre musiciens devient permanente après le départ définitif de Dik.
Larry Mullen quitte l'école en 1978, après avoir passé ses examens du certificat intermédiaire. L'école lui offre la possibilité de passer ses examens du Leaving Certificate (en) (Árdteistiméireacht), l'équivalent irlandais du Baccalauréat en France. Sa sœur Cecilia et lui travaillent ensuite pour une société américaine à Dublin, impliquée dans l'exploration pétrolière au large des côtes irlandaises. Larry Mullen y travaille pendant un an dans le service des achats, avec la perspective de devenir programmeur informatique dans la section “géologie” de l'entreprise.
Les chansons de U2 dans lesquelles la batterie, sans être un acteur principal, brille, produisant des marches épiques et intenses sont très courantes, voire classiques (Sunday Bloody Sunday et Bullet the Blue Sky, etc.). Parfois, elle est également rythmées à l'extrême comme dans Where the Streets Have No Name, Last Night on Earth, Mysterious Ways ou City of Blinding Lights. La batterie de Larry Mullen est surtout un accompagnement efficace et efficient, qui, avec la basse d'Adam Clayton, sert de base au son de U2.
Membre du groupe depuis sa création en 1976, Larry Mullen Junior a enregistré 15 albums studio avec U2. En compagnie de ses trois camarades, il s'est impliqué dans des causes philanthropiques tout au long de sa carrière, comme Amnesty International et Greenpeace dans les années 1980 et début des années 1990.
La carrière fructueuse de Larry au sein de U2 a hélas été ternie par de nombreuses tendinites aux poignets qu'il soigne tant bien que mal avec des baguettes de batterie conçues sur mesure. En 1996, pendant les enregistrements de "Pop", le groupe dut par exemple se passer quelques jours des services de son batteur qui souffrait de graves problèmes de dos. L'enregistrement a été retardé en raison d'une intervention chirurgicale. Lorsqu'il a quitté l'hôpital, il est revenu en studio pour trouver le reste du groupe expérimentant plus que jamais des boîtes à rythmes électroniques, une activité largement motivée par l'intérêt de The Edge pour la musique dance et hip-hop. Compte tenu de sa faiblesse après l'opération, Larry a cédé, permettant à The Edge de continuer à utiliser ces boîtes à rythmes confectionnées par Flood, ce qui eut une certaine influence sur l'orientation musicale que prit l'album en lui conférant une sensation électronique.
Le 7 décembre 2022, Larry Mullen annonce qu'il ne pourra pas participer aux prochains concerts de U2 s’ils avaient lieu en 2023 en raison de problèmes de santé.

« Mon corps n'est plus ce qu'il était physiquement. Je ne jouerai pas en direct l'année prochaine. Je ne sais pas quel est le plan du groupe. »

— Larry Mullen.
Le 12 février 2023, à l’occasion du Super Bowl, est diffusée une publicité qui annonce que U2 donnera une série de concerts spéciaux à l’automne 2023 nommés U2:UV Achtung Baby Live at Sphere axés sur son album Achtung Baby sorti en 1991. Ces concerts se tiennent dans une nouvelle salle imposante baptisée Sphere at The Venetian Resort située à Las Vegas que le groupe a inaugurée le 29 septembre 2023. Chose exceptionnelle (U2 étant le seul groupe de cette stature à n’avoir connu aucun changement de personnel en près de 50 ans d’existence), Larry Mullen n'est pas à la batterie afin de bien se remettre d’une nouvelle opération chirurgicale visant à résoudre ses problèmes de santé au niveau des genoux, des coudes et de la nuque, répercussions physiques de la pratique de son instrument,. Il est provisoirement remplacé par le batteur néerlandais Bram van den Berg du groupe Krezip,,. C'est la première fois que Larry Mullen Jr. manque un concert de U2 depuis 1978 et l'époque où il s'était cassé le pied dans un accident de moto.

## Autres projets

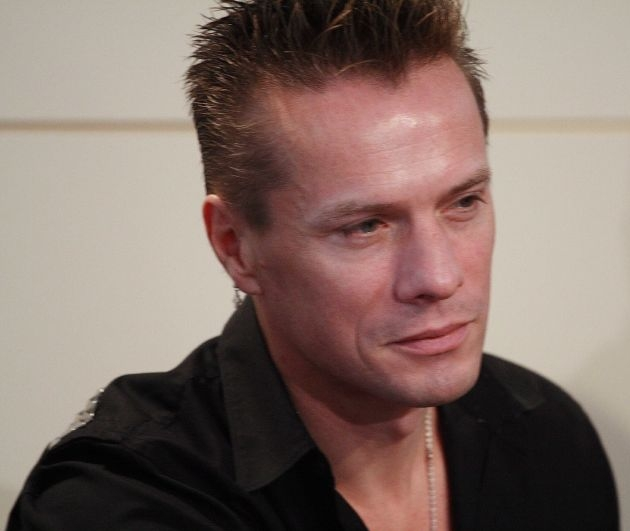
Larry Mullen en 2006.

Au cours de sa carrière, Larry Mullen a aussi travaillé sur de nombreux projets musicaux en dehors de U2, notamment lors de collaborations avec Maria McKee. En 1989, il contribue à l'album Acadie du producteur de U2, Daniel Lanois. En 1990, il co-écrit et arrange une chanson officielle, Put 'Em Under Pressure (en), pour soutenir l'équipe de république d'Irlande de football (dont il est lui-même supporter) pour la Coupe du Monde de la FIFA. En 1993, Adam Clayton et lui collaborent avec Mike Mills et Michael Stipe de R.E.M. pour former le groupe à représentation unique Automatic Baby, seulement dans le but d'interpréter "One" pour le bal d'inauguration pour le président américain Bill Clinton, diffusé sur MTV ; le nom du groupe fait référence aux titres des deux derniers albums réalisés par les deux groupes à l'époque, Achtung Baby et Automatic for the People. En 1994, pour l'album Flyer (en) de Nanci Griffith, Larry Mullen, toujours associé à son compère de U2, le bassiste Adam Clayton, joue dans la section rythmique sur plusieurs chansons, tandis qu'il mixe également trois chansons. En 1995, Larry Mullen joue de la batterie sur de nombreuses chansons de l'album Wrecking Ball d'Emmylou Harris. Larry Mullen Junior a également accompagné à la batterie un certain nombre d'autres artistes parmi lesquels figurent Robbie Robertson, Paul Brady et B.B. King.

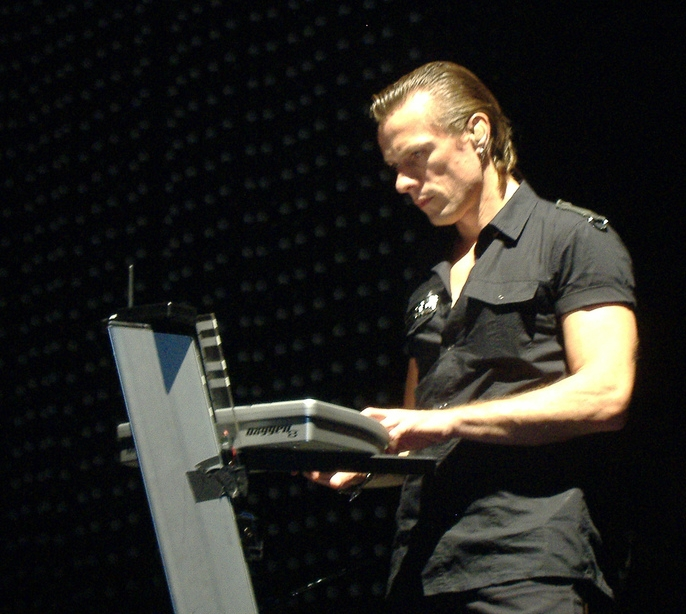
Larry Mullen au synthé au Madison Square Garden avec U2 en 2005.

En 1996, Larry Mullen et Adam Clayton contribuent à la bande originale du film Mission : Impossible, qui comprend l'enregistrement de la chanson thème, dont la signature rythmique est modifiée par rapport à la signature rythmique originale 5/4 pour une signature rythmique 4/4 plus facile et plus dansante. Le Thème de Mission : Impossible atteint la huitième place du Billboard Hot 100 américain et est nommé pour le Grammy Award de la meilleure performance instrumentale pop (orchestre, groupe ou soliste) en 1997.
Larry Mullen joue également sur Boy, Boy, Boy, la septième chanson de l'album Oblivion with Bells d'Underworld sortie en 2007. En 2017, il apparaît sur l'album Paranormal d'Alice Cooper.
Enfin, en 1995, Larry Mullen joue du synthétiseur et du clavier sur plusieurs chansons, dont United Colours, de l'album Original Soundtracks 1 de Passengers (U2 + Brian Eno), un album que le batteur irlandais a toujours détesté,.

## Style musical et techniques

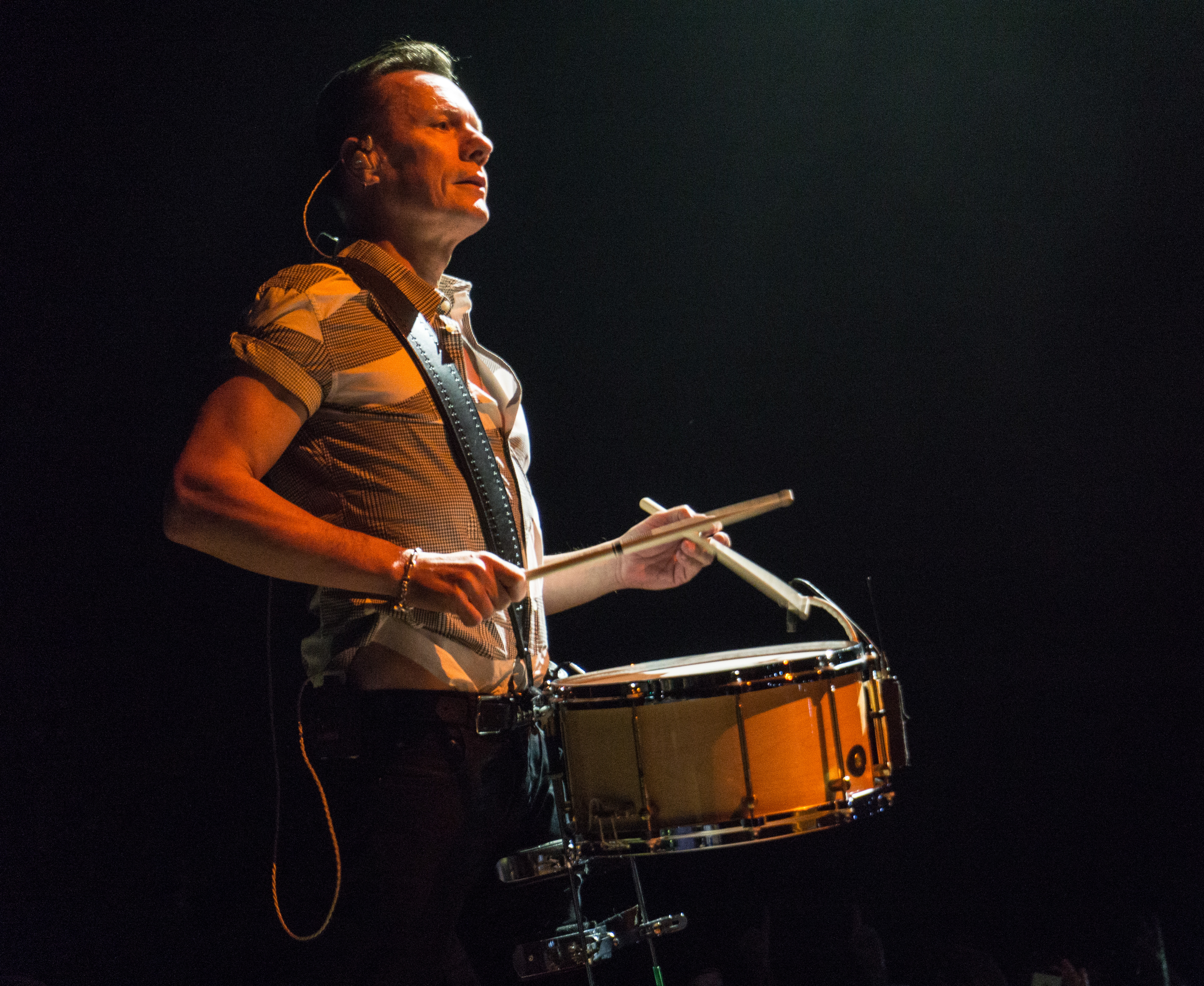
Le style de batterie martial de Larry Mullen a été influencé par son expérience dans les fanfares durant son adolescence, au cours de laquelle il s'est concentré sur la caisse claire.

Le style de batterie de Larry Mullen est influencé par son expérience dans des fanfares au cours de son adolescence,, ce qui a contribué aux rythmes “militaristes” de chansons telles que Sunday Bloody Sunday. L'auteur américain Bill Flanagan (en) dit qu'il joue « avec une rigidité martiale mais qu'il utilisait son kit d'une manière qu'un batteur correctement formé ne le ferait pas. ». Larry Mullen a tendance à passer de la caisse claire aux tam-tams positionnés de chaque côté de lui, contrastant avec la façon dont ils sont traditionnellement utilisés. Il monte occasionnellement un tam-tam comme d'autres batteurs joueraient une cymbale, ou encore monte le charley comme d'autres joueraient une caisse claire. Il admet que sa technique de grosse caisse n'est pas son point fort, car il jouait principalement de la caisse claire dans des fanfares et n'avait pas appris à combiner correctement les éléments séparés sur un kit complet. En conséquence, il utilise un tom basse à sa gauche pour créer l'effet d'une grosse caisse, un arrangement qu'il a commencé à utiliser lors de l'enregistrement de Pride (In the Name of Love) en 1984 sous l'influence du producteur Daniel Lanois. Larry Mullen a dit « Je ne pouvais pas faire ce que la plupart des gens considéreraient comme un rythme normal pour la chanson, alors j'ai choisi des alternatives. » Flanagan a déclaré que son style de jeu reflète parfaitement sa personnalité « Larry est au top du rythme, un peu en avance – comme on peut s'y attendre d'un homme si ordonné et ponctuel dans sa vie. »
Larry Mullen a fortement été influencé par les groupes glam rock des années 1970 à l'époque où il a commencé à jouer de la batterie. Lors des débuts de U2, il avait ce que Bono appelait « un style de batterie “fleuri” », avant d'adopter finalement une philosophie de simplicité et de réduire ses rythmes,. Son jeu de batterie laisse un espace ouvert, en raison de ce que Modern Drummer a décrit comme sa compréhension de « quand frapper et quand ne pas frapper. » En grandissant en tant que “chronométreur”, il développe un sens du rythme surnaturel. Brian Eno a raconté une anecdote où Larry Mullen a remarqué que sa piste de clic avait été mal réglée de seulement six millisecondes. Sous la tutelle de Daniel Lanois, Larry Mullen en a appris davantage sur son rôle musical de batteur pour compléter le son du groupe, tandis que le producteur Flood l'a aidé à apprendre à jouer avec des éléments électroniques tels que des boîtes à rythmes et des échantillons. Son kit de batterie comprend un tambourin monté sur un support de cymbale, qu'il utilise comme accent sur certains rythmes pour des chansons telles que With or Without You,.
Larry Mullen a eu des problèmes de tendinite tout au long de sa carrière. Afin de réduire l'inflammation et la douleur, il a commencé à utiliser des baguettes Pro-Mark spécialement conçues. Il utilise des batteries Yamaha et des cymbales Paiste. Bien qu'il joue occasionnellement du clavier et du synthétiseur lors de concerts, il chante rarement lors des concerts. Il a contribué aux chœurs des chansons Numb, Get On Your Boots, Moment of Surrender, Elevation, Miracle Drug (en), Love and Peace or Else, Unknown Caller (en), Zoo Station et Daddy's Gonna Pay for Your Crashed Car (en) (uniquement pendant la tournée Zoo TV), et d'autres. Il a occasionnellement interprété une reprise de Dirty Old Town lors de la tournée Zoo TV. Lors des performances live de I'll Go Crazy If I Don't Go Crazy Tonight sur la tournée U2 360° Tour, Larry Mullen se promenait sur scène en jouant d'un grand djembé attaché autour de sa taille.

## Carrière d'acteur
Larry Mullen débute au cinéma dans un film Entropy de Phil Joanou dans lequel il joue son propre rôle aux côtés de son camarade et ami Bono. Il interprète un voleur dans Man on the Train (2011) dont le rôle principal est tenu par Donald Sutherland,. Larry Mullen apparaît également dans L'Épreuve (A Thousand Times Goodnight — 2013), avec Juliette Binoche et Nikolaj Coster-Waldau,. Le 3 septembre 2013, le film remporte le Grand Prix spécial du jury au Festival des films du monde de Montréal.
En juillet 2020, Larry Mullen a été invité à rejoindre l'Académie des arts et des sciences du cinéma.

## Équipement musical
- Cymbales Paiste Signature :
  - Power Crash de 16"
  - Power Crash de 17"
  - Power Crash de 18"
  - Full Crash de 18"
  - Power Ride de 22"

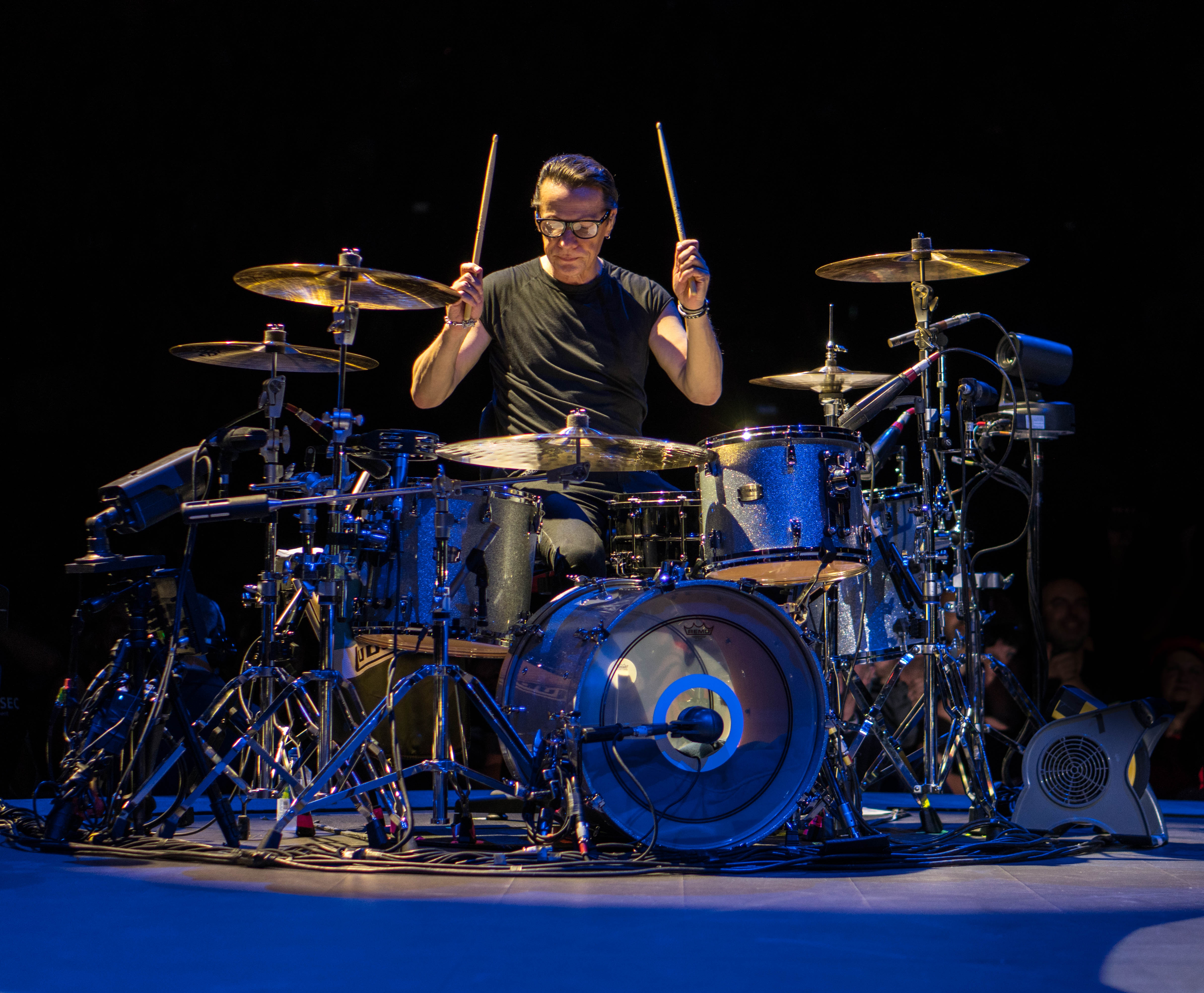
Larry Mullen en concert avec U2 à Manchester en 2018.

  - Charleston lourd/Charlestone sound-edge de 14".
- Yamaha Phoenix (PHX) couleur “Paillettes argentées” : (depuis la tournée U2 360° Tour. Auparavant, il utilisait les tambours “Maple Custom” et “Beech Custom” de Yamaha dans les mêmes tailles)[40].
- Dans le clip de Get On Your Boots, Larry Mullen utilise un “Yamaha Oak Custom”, avec les mêmes dimensions que le “Birch Custom”.
  - Rack Tom de 12" × 9"

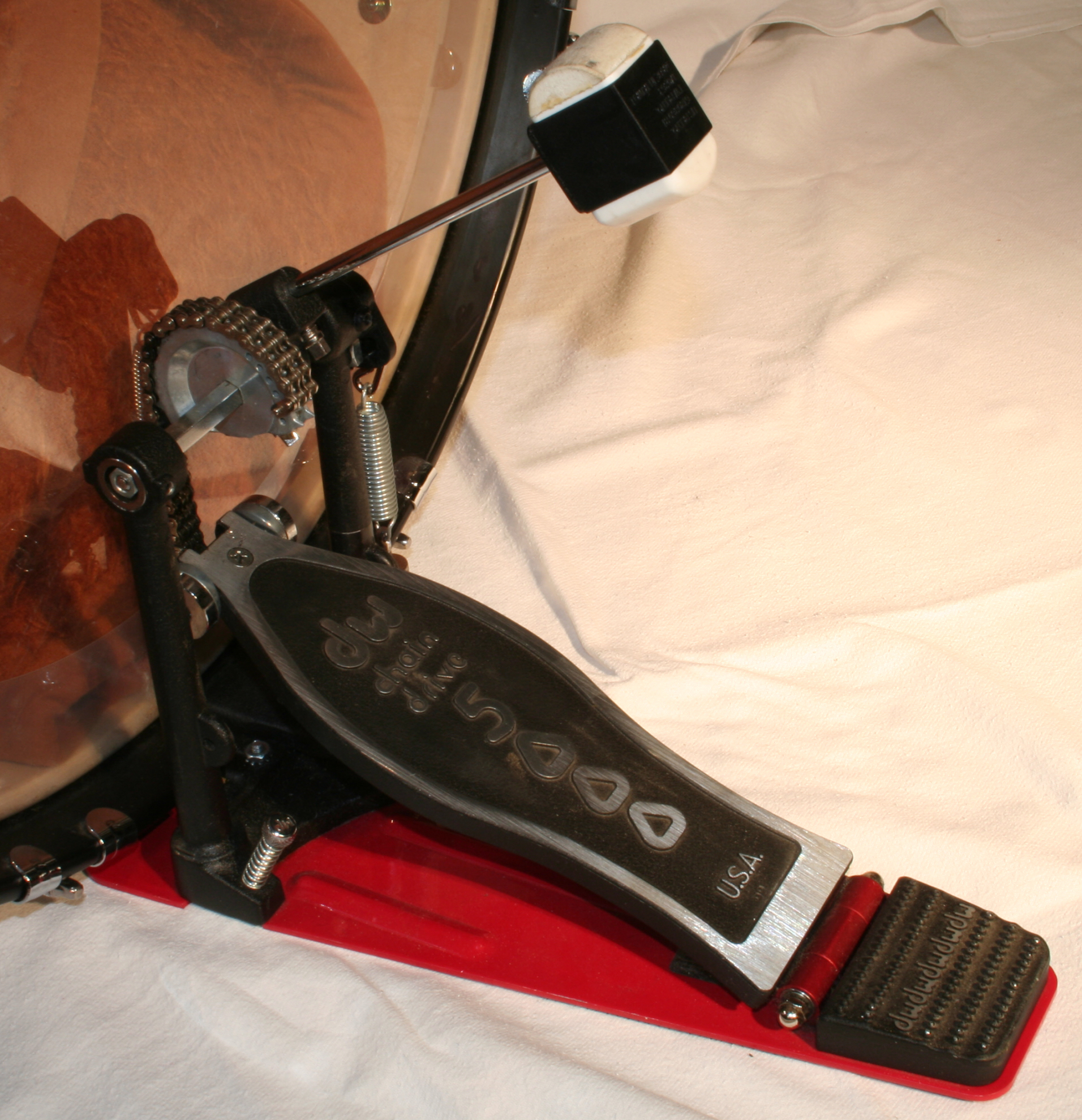
Modèle de pédale de grosse caisse DW 5000 comme celle utilisée par Larry Mullen.

- - Toms basse de 16" × 16" et 16" × 14" (un à gauche du charley, un à droite de la caisse claire pour la tournée Vertigo Tour). Lors des tournées précédentes, il utilisait un tom basse de 18" × 16" à gauche des Charlestons.
  - Caisses Claires Ludwig Black Beauty de 14" × 6,5" (depuis la tournée 360° Tour)
  - Caisse claire de secours Ludwig Black Magic (depuis la tournée Experience + Innocence Tour) de 14" x 6,5"
  - Brady Sheoak Block de 14" × 7" - caisse claire principale de la tournée Vertigo Tour. Pour les tournées Zoo TV Tour et Elevation Tour, il utilisait une caisse claire à bloc Sheoak de 12" × 7". Pour PopMart Tour, il avait principalement un bloc Jarrah de 14" × 6,5". Selon le concert, il utilisait parfois une caisse claire à plis Jarrah de 14" × 6,5" au lieu de la caisse claire à bloc.
  - Grosse caisse de 24" × 16". Il avait une Kick de 22 "× 16"  sur la “scène B” pendant Zoo TV uniquement[24].
  - Baguettes à pointe de bois Pro-Mark 5A[40]
  - Peaux Remo[40]
  - Percussions des marques “Latin Percussion (en)” et “Percussions Toca”[40]
  - Pédale de grosse caisse DW 5000
  - Support de charleston DW 9000

## Distinctions et reconnaissance

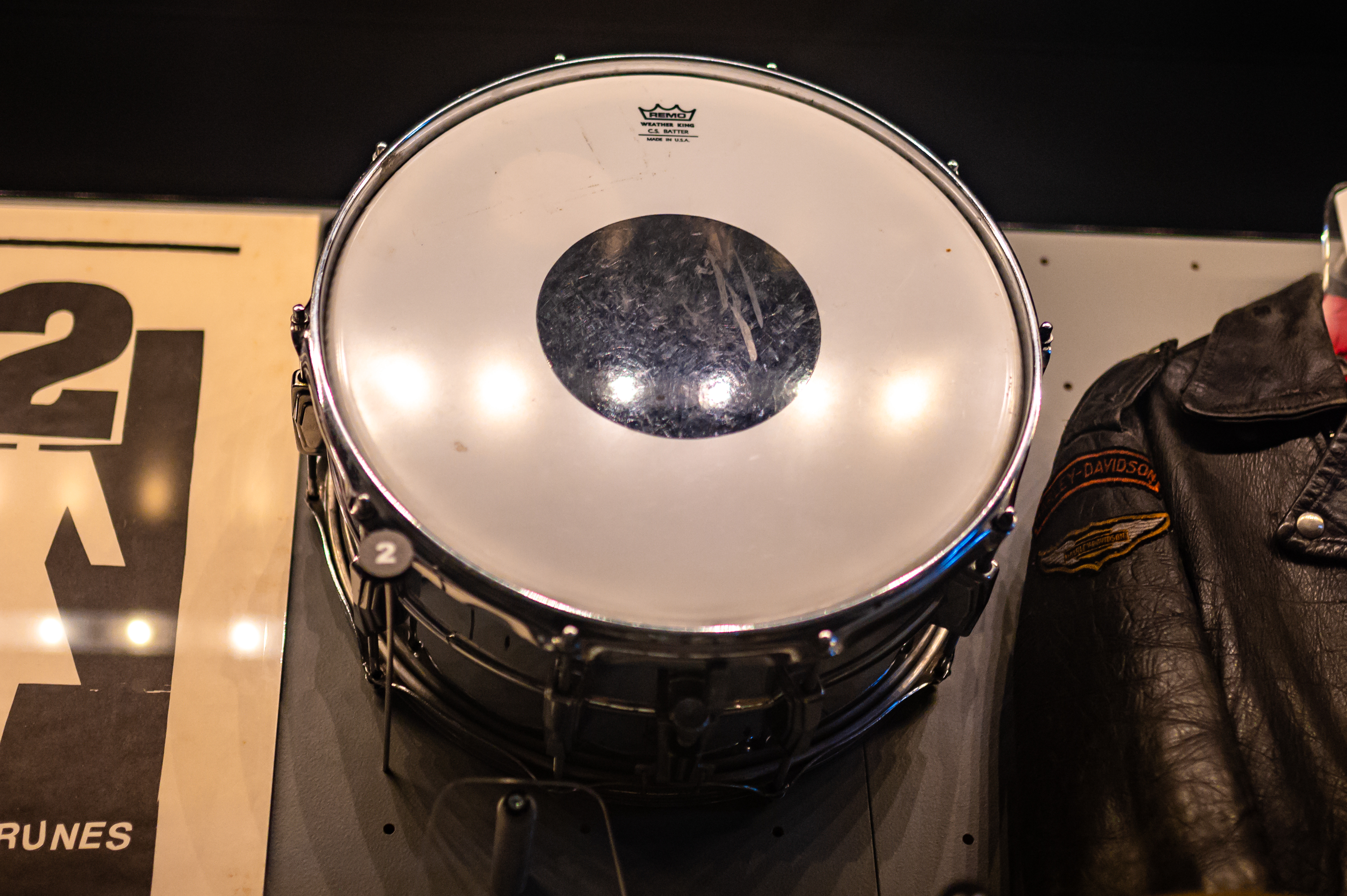
La caisse claire de Larry Mullen exposée au Rock and Roll Hall of Fame.

Larry Mullen et U2 (le “Larry Mullen Band”) ont remporté plus de 60 prix, dont 22 Grammy Awards. Aux Grammy Awards, le groupe a remporté sept fois le prix de la meilleure prestation vocale rock par un groupe ou un duo, deux fois le prix de l'album de l'année, deux fois le prix de l'enregistrement de l'année, deux fois le le prix de la chanson de l'année et deux fois le du meilleur album rock.
En mars 2005, Larry Mullen est intronisé au Rock and Roll Hall of Fame en tant que membre de U2, au cours de leur première année d'éligibilité,. En 2016, le magazine Rolling Stone le classe au 96e rang des plus grands batteurs de tous les temps. Il est placé à la 21e place sur la liste des 50 plus grands batteurs de rock de Stylus Magazine. En 2017, Yamaha honore Larry Mullen d'un prix pour l'ensemble de sa carrière en matière d'excellence musicale.

## Vie personnelle
Larry Mullen vit avec Ann Acheson depuis plus de 45 ans. Ils se sont rencontrés au cours de leur première année à la Mount Temple Comprehensive School. Ensemble, ils ont trois enfants, Aaron Elvis (1995), Ava Elizabeth (1998) et Ezra (2001),,. Larry est également le cousin germain de l'acteur irlandais Conor Mullen.
Dans les années 1980, les Virgin Prunes, un autre groupe de Dublin, a donné à Larry Mullen le surnom de The Jam Jar, c'est-à-dire Le pot de confiture.
Alors que U2 devenait de plus en plus prospère, Larry Mullen dut ajouter le suffixe « Junior » à son nom de famille pour éviter toute confusion avec son père, qui recevait d'importantes factures d'impôts destinées à son fils. Larry Mullen et Adam Clayton possèdent des maisons près de celles de Bono et de The Edge dans le sud de la France pour faciliter l'enregistrement avec U2 dans la région.
En 1995, Larry Mullen subit une opération au dos pour soigner une blessure qu'il portait depuis le Joshua Tree Tour. En 2009, il subit une opération au genou par le chirurgien orthopédiste américain Richard Steadman (en). Il rejoint ensuite le conseil d'administration de sa fondation, le Steadman Philippon Research Institute,.

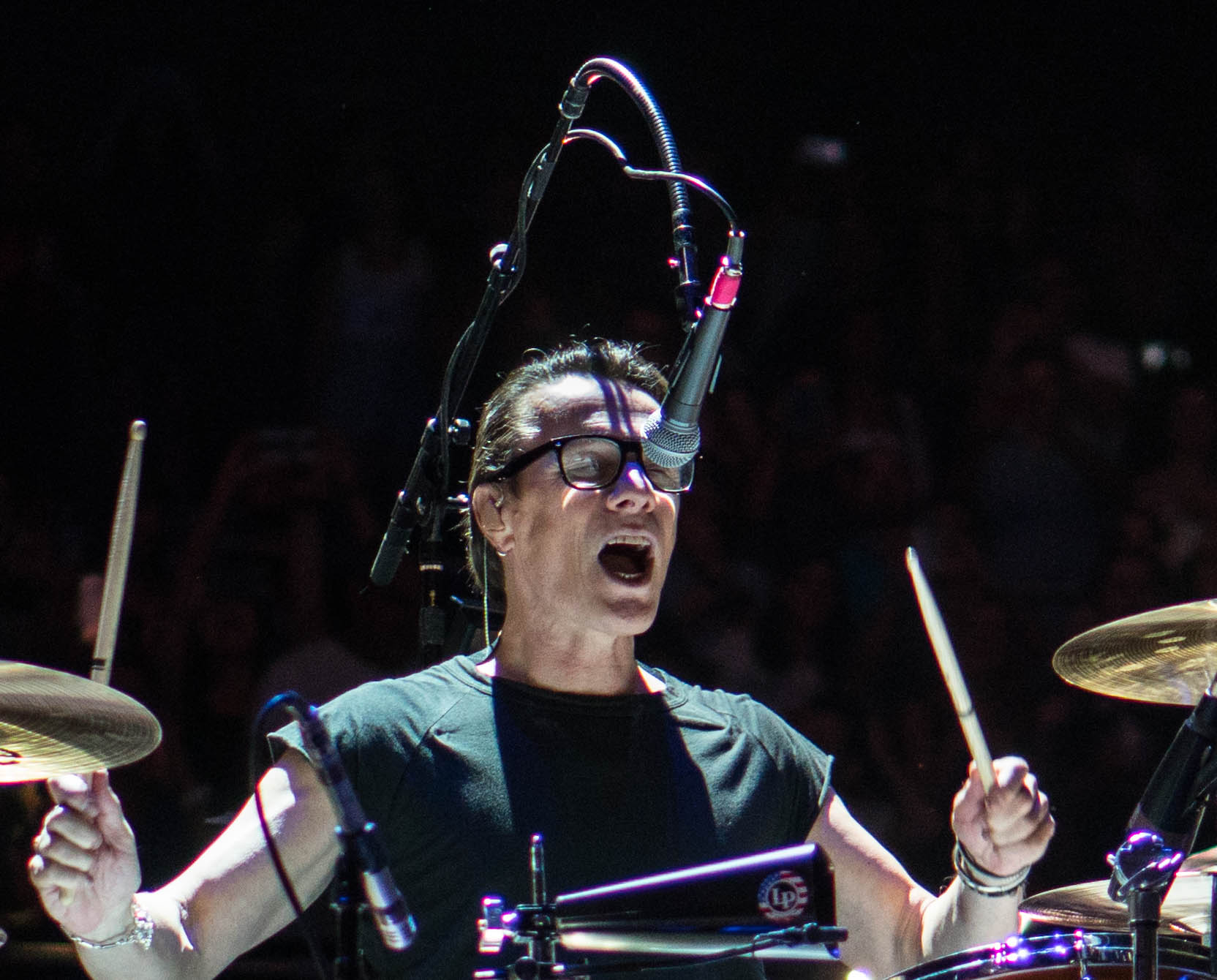
Larry Mullen chante tout en battant pendant un concert de U2 au WiZink Center de Madrid le 21 septembre 2018 lors de la tournée iNNOCENCE + eXPERIENCE Tour.

Par ailleurs, Larry Mullen est également connu pour sa passion des Harley-Davidson. Il parcourut ainsi près de 16 000 km pendant la tournée Zoo TV pour se rendre à chaque concert. Il est aussi réputé pour son admiration pour Elvis Presley, comme chanteur et comme acteur. Chacun se souviendra de cette scène du film Rattle and Hum, où Larry est tout ému de visiter la maison du King à Graceland, et où Bono est obligé d'user de ses charmes pour avoir l'autorisation de prendre son ami en photo sur la Harley d'Elvis. Il est également un admirateur des Ramones.
Bien qu'il ait toujours une attitude très sérieuse, il possède tout de même un certain sens de l'humour et il est connu pour les tours qu'il joue à ses amis ainsi que pour son goût pour le karaoké. Il a même poussé la chansonnette lors de certains concerts du Zoo TV Tour ainsi que durant le 360° Tour en 2009, où il chanta une partie de Get on Your Boots ainsi que les refrains de Unknown Caller (en) et Moment of Surrender. Son apport au niveau du chant pendant les concerts semble donc croissant année après année.
Il apprécie beaucoup les chiens et a même remercié les siens, JJ et Missy, sur certains albums.
Dans une interview accordée à Times Radio en décembre 2024, le batteur irlandais révèle qu'il souffre de dyscalculie et explique comment ce diagnostic tardif lui a permis de mettre un nom sur des difficultés qu’il a toujours rencontrées, affectant sa capacité à additionner et à compter des nombres. Il compare le fait de compter les mesures musicales à « escalader l'Everest » et déclare que c'est la raison de son expression douloureuse lorsqu'il joue,,.

## Filmographie
Sauf indication contraire, les informations mentionnées dans cette section peuvent être confirmées par les bases de données cinématographiques  présentes dans la section « Liens externes ».
- 2011 : Man on the Train de Mary McGuckian
- 2013 : L'Épreuve d'Erik Poppe